# Doppia articolazione
La doppia articolazione (o dualità) è considerata una delle caratteristiche proprie del linguaggio umano. Essa consiste nel fatto che il linguaggio è strutturato su due livelli o piani. Questa proprietà è stata individuata dal linguista francese André Martinet nel saggio "La double articulation linguistique".
- Nella prima articolazione, un significante (cioè la parte fisicamente percepibile del segno linguistico) è scomposto in unità minime di significato (o morfemi, cioè i più piccoli elementi linguistici ancora dotati di significato).
Ad esempio, il significante dormo è composto dal morfema  dorm- (detto "morfema lessicale", la parte del significante che veicola il significato fondamentale del lessema) e dal morfema -o (detto "morfema grammaticale", la parte del significante che veicola informazioni grammaticali – in questo caso, {PRESENTE INDICATIVO} e {PRIMA PERSONA SINGOLARE} – e offre la forma corretta per lo specifico contesto di enunciazione).
- Nella seconda articolazione, lo stesso significante è scomposto in unità minime prive in sé stesse di significato (dette fonemi).
Nell'esempio precedente, il significante dormo è scomposto nei fonemi d, o, r, m, o. "In quanto suono, nessuna di queste forme discrete ha un qualsiasi significato intrinseco" (George Yule[2]).